# Спорт FM (2000—2005)
«Спорт FM» — российская спортивная радиостанция, вещавшая на частоте 90,8 FM с 24 февраля 2000 года до 3 сентября 2001 года, которая прекратила своё вещание из-за задолженности с использованием передатчика, позднее возобновив вещание и работала до 24 февраля 2005, когда эфир был передан «Радио Тройка». Отличительной особенностью эфира на радио «Спорт FM» было отсутствие музыки.
В истории столичного радиовещания это уже вторая станция, посвященная спортивной тематике.

## История

### Истоки
Самая первая спортивная радиостанция России появилась в июле 1998 года, которое носила название «Радио Спорт». Первоначальное «Радио Спорт» просуществовало в эфире ровно год, и в ноябре 1999 года станция рассталась со своей экспериментальной лицензией на вещание. Станцию вытеснил со своей волны (103,4 МГц) радиопроект под названием «Русский Хит». Спортивное вещание при этом на данной волне сократилось всего до пяти-десяти минут в час.

### Начало вещания
11 августа 1999 года, медиагруппой Владимира Гусинского ЗАО «Медиа-Мост» была создана новая спортивная радиостанция. Она изначально вещала через промежуточный спутниковый канал «НТВ-Плюс»; с 1 сентября 1999 года частично арендовала московскую частоту 70,19 МГц, принадлежавшую Радио Ностальжи. Далее, «Спорт FM» выигрывает конкурс на замещение частоты 90,8 26 января 2000 года, выйдя официально в эфир 24 февраля 2000 года с позывными «Спорт FM».
«Спорт FM» являлась официальным российским радио футбольной Евролиги, оно имело право на использование картинки, передаваемой по каналам «НТВ-Плюс Спорт» и «НТВ-Плюс Футбол». Начиная вещание в Москве, станция уже имеет за плечами определенный опыт. Структура «НТВ-Плюс» позволила радиостанции ещё до начала работы в московском FM-диапазоне начать вещание в 30 российских городах, 9 украинских и одном казахстанском (Караганде). Также радиостанция была доступна и в Интернете.
В тяжёлые для радиостанции времена, которые начались в конце августа 2001 года, генпродюсер ЗАО «М-ПУЛ+» Степан Строев планировал из «Спорт FM» сделать музыкальную радиостанцию.

### Закрытие
25 апреля 2001 года радиостанция чуть не лишилась своей частоты, в подозрении недействительной лицензии радио «Спорт FM» (частота 90,8 FM). Лицензия «Спорт FM» была признана недействительной вследствие того, что конкурс на замещение частоты 90,8 FM (26 января 2000 года), по мнению арбитражного суда города Москвы, проводился с нарушениями.
В начале августа 2001 года радиостанции отключили редакционный мобильный номер. Руководство ТТЦ предупреждает «Спорт FM» погасить долг за аренду помещения.
В конце августа творческий коллектив радио «Спорт FM» планировал подать в суд на владельца радиостанции ЗАО «М-ПУЛ+» в связи с невыплатой зарплаты, последний раз зарплата была выплачена на радио за февраль.
Владельцы радиостанции не осуществляли выплаты и за аренду помещений Телевизионному Техническому Центру (ТТЦ), где базировалась радиостанция. 28 августа пришло второе письмо-предупреждение от руководства ТТЦ с требованием погасить долг до 3 сентября, который не был погашен.
3 сентября 2001 года в 15.00 ВГТРК отключила передатчик радиостанции «Спорт FM» за долги. Отключение «Спорт FM» стало отголоском борьбы за медиаимперию Владимира Гусинского. Хотя «Медиа-Мост» на тот момент не передал «Газпром-медиа» контрольный пакет акций радиостанции, но фактически ей уже не управлял. «Спорт FM» три месяца не платила Центру радиовещания и радиосвязи за сигнал. На момент закрытия радиостанции размер задолженности составлял $15 тыс. В этот же день, около 20 сотрудников радиостанции пришли в Пресненский межмуниципальный суд с иском о незаконности закрытия и требованием выплатить им заработную плату за последние шесть месяцев.
В Минпечати РФ в конце сентября 2001 был проведен конкурс на замещение частоты 90,8 FM, на которой вещал «Спорт FM». Владельцы радиостанции выиграли конкурс, несмотря на свой кризис.

### Возвращение в эфир и окончательное закрытие
Спустя год радиостанция возвращается в эфир, на той же частоте (90,8 FM) в Москве. Запуск «Спорт FM» состоялся 24 сентября 2002 года. «Спорт FM», строго говоря, не был спортивным радио — его создатели пошли по пути компромисса, заполнив эфир музыкой и спортивными новостями.
25 февраля 2005 года владельцы радиостанции «Спорт FM» посчитали отказаться от данного проекта в связи с нерентабельностью, и поэтому было принято решение о закрытии, передав вещание радиостанции «Тройка», вещавшей до этого на 105,2 МГц. На момент закрытия станция не пользовалась большой популярностью среди слушателей, а все доставшиеся «Газпром-Медиа» от «Медиа-Моста» радиостанции, за исключением «Эха Москвы», в том числе и «Спорт FM», вплоть до 2005 года считались своеобразным балластом, которые до того периода холдинг пытался не реабилитировать, а передать другим владельцам (в частности, «Русской медиагруппе»).
На тот момент «Радиодом» управлял четырьмя принадлежащими «Газпром-Медиа» и ныне не существующими радиостанциями: «Радио Next», «Радио Тройка», «Первое популярное радио» (ПопСа), «До-радио».
Спустя более года радиостанция с концепцией спортивного вещания возобновилась под первоначальным названием и с новым владельцем.

## Слоганы
- «Весь этот Спорт!» — с 24 февраля по 1 июля 2000 года.
- «Спорт FM — всегда в прекрасной спортивной форме!» — с 1 июля 2000 по 3 сентября 2001 года.
- «90,8 — частота в ВАШУ пользу» — с 24 сентября 2002 по 24 февраля 2005 года.

## Эфир

### 2000—2001
Эфирное пространство «Спорт FM» заполняли межпрограммные оригинальные текстовые сюжеты, спортивные новости, и прогноз погоды. На радио редко звучала музыка, в основном в конце каждого часа.

### 2002—2005
На радио появляются новые рубрики и ведущие. В эфире «Спорт FM» увеличивается время музыкальных пауз. «Спорт FM», строго говоря, не был больше спортивным радио, заполнив эфир музыкой.

## Ведущие
- Леонид Азарх
- Борис Боровский
- Александр Елисейкин
- Сергей Курдюков
- Евгений Потёмкин
- Константин Новиков
- Григорий Торосян
- Дмитрий Калугин
- Виктор Хомич
- Виктория Колосова
- Юрий Гаршин
- Денис Матросов
- Алексей Данилин
- Михаил Кедровский
- Максим Демков
- Александр Каминский
- Регина Севостьянова
- Алла Рокотова
- Андрей Ярков
- Надежда Смирнова
- Андрей Самохотов
- Владас Ласицкас
- Дмитрий Березинский
- Дмитрий Сухинин
- Владислав Домрачев
- Анатолий Лельевр
- Вероника Ткаченко
- Лев Журба
- Денис Пилипенко
- Лора Луганская

## Рубрики
- Спортивные новости
- Интернет
- Будьте здоровы
- Кузьмич
- История спорта
- Рекорды спорта
- Курьезы спорта
- Чёрным по белому
- Виртуальный стадион